# Foz (stacja kolejowa)
Foz – stacja kolei wąskotorowej FEVE w Foz, w Galicji, w Hiszpanii.
| Foz                                    |  |                             |
| Linia Ferrol - Oviedo/Gijon (127,3 km) |  |                             |
| Marzánodległość: 2,1 km                |  | Barreiros odległość: 4,6 km |